# Dorota Chytrowska
Dorota Chytrowska-Mika (ur. 11 września 1954 w Warszawie) – instruktor strzelania, olimpijka z Barcelona 1992.
W trakcie kariery zawodniczej (1969-2001) reprezentowała klub Legia Warszawa. Wielokrotna (21) mistrzyni Polski w strzelaniu do rzutków. Trzykrotna mistrzyni Europy oraz 14 -krotna medalistka mistrzostw Europy. Największym sukcesem był brązowy medal mistrzostw świata zdobyty w 1986 r. w niemieckim Suhl. Na igrzyskach olimpijskich w Barcelonie zajęła miejsca 25–32 w konkurencji skeet open.